# Лана (певица)
Светлана Дмитриевна Юдина (род. 23 ноября 1996, Поронайск) — российская певица, рэпер, танцовщица, автор песен и модель интернационального звукозаписывающего лейбла — WILD GROUP. Родилась в России на о. Сахалин в г. Поронайск, 23 Ноября 1996 года. Переехав в Республику Корея, дебютировала 27 июня 2019 года с синглом «Take The Wheel», став первым сольным k-pop-айдолом из России. Дебют в Китае состоялся 18 октября 2020 года с синглом «Talk Talk».

## Жизнь и карьера

### 1996—2018: начало карьеры
Светлана Юдина родилась в Поронайске, Россия. С детства мечтала стать певицей. Её отец башкир. Однажды, она посмотрела дораму «Мальчики краше цветов» и увлеклась Южной Кореей. После самостоятельного изучения корейского языка, она отправилась учиться в университет Сонгюнгван
До того, как она присоединилась к HiCC Entertainment, Лана была стажёром в Thought Entertainment и должна была дебютировать в этом агентстве. Однако дебют был отменён и девушка перешла в HiCC Entertainment.
Так же, Лана снялась в клипе J Cat «Face Time» в январе 2019.

### 2019 — настоящее время: сольный дебют
Лана официально дебютировала 27 июня 2019 года с клипом «Take the wheel». В конце года, она выпустила свой второй клип «Make it real»

### 2021
Лана выпустила песню «Flying’ in the sky», и полностью спродюсировала её сама, сняв клип на свой бюджет. Песня и клип вышел 16 июля 2021 года на её собственном YouTube-канале LANA.

### 2022
В начале года Лана выпустила последний под крылом компании HiCC Entertainment сингл — «222». В мае покинула HiCC Entertainment и открыла свой онлайн-магазин одежды «Lan Lan». Позже она присоединилась к агентству ASSET, в качестве модели.
Создала свой личный ютуб-канал. В ноябре этого года стало известно об участии Ланы в южнокорейском романтическом реалити-шоу EDEN 2.
Так же девушка присоединилась к лейблу WILD GROUP, в котором она продолжает карьеру певицы. Соло артистом этого лейбла так же является Sorn (ex.CLC)

## Фильмография

### ТВ-шоу
| Год  | Название                                      | Ссылки |
| ---- | --------------------------------------------- | ------ |
| 2017 | Welcome, First Time in Korea? Abnormal Summit |        |
| 2019 | Problematic Man Hello Counselor               |        |
| 2020 | Produce Camp 2020 Bravo Youngsters            | [ 11 ] |
| 2022 | EDEN 2                                        | [ 12 ] |

### Песни
| Год  | Название          | Ссылка |
| ---- | ----------------- | ------ |
| 2019 | Take The Wheel    | [ 13 ] |
| 2019 | Make it real      | [ 14 ] |
| 2020 | TALK TALK         | [ 15 ] |
| 2021 | Flying in the sky | [ 16 ] |
| 2022 | All day (ft.Hami) | [ 17 ] |
| 2022 | 222               | [ 8 ]  |